# Арсеньево (Хабаровский край)
Арсе́ньево — село в Нанайском районе Хабаровского края. История населенного пункта началась с 1937 года. В 1939 году образовался Анюйский лесопункт Троицкого леспромхоза в который входили четыре поселка: Анюй, Бихан, Боин, Чуин. Село Анюй было расположено от села Бихан на расстоянии 27 километров. Контора находилась в Анюе. В 1944 году построили мастерский участок Чу. В 1945 году в село Чу привезли пленных японцев. В 1947 году сюда приехали переселенцы из Брянской области семьями, которые работали на лесозаготовках. В марте 1949 года привезли с Украины спецпереселенцев для работы на лесозаготовках. .
В 1951 году контору лесопункта из с. Анюй перевезли в с. Чу и переименовали в с. Арсеньево.
Административный центр Арсеньевского сельского поселения. Названо в честь путешественника и писателя, исследователя Уссурийского края Владимира Клавдиевича Арсеньева.

## География
Село Арсеньево стоит на левом берегу реки Анюй, в его среднем течении.
Дорога к селу Арсеньево идёт на восток от автодороги Хабаровск — Комсомольск-на-Амуре у села Дубовый Мыс, расстояние около 60 км.
В июле 2015 в связи с разливом реки Анюй, часть села была подтоплена.

## Население
| 1992 | 2002 | 2010 | 2011 | 2012 | 2021 |
| ---- | ---- | ---- | ---- | ---- | ---- |
| 489  | ↘413 | ↘334 | →334 | ↗341 | ↘295 |